# Stadspartij-Beemster Polder Partij
De Stadspartij-Beemster Polder Partij (voorheen P'93 en Stadspartij Purmerend) is een lokale politieke partij in de Nederlandse gemeente Purmerend (provincie Noord-Holland).
De partij werd in 1993 opgericht. In 2010 ging de partij verder onder de naam Stadspartij. In 2021 fuseerde de Stadspartij met de Beemster Polder Partij die tot 2021 enkele tientallen jaren zitting had in de gemeenteraad van Beemster.
Anno 2019 maakt de partij onderdeel uit van een coalitie met CDA, D66, AOV en PvdA. In 2021 behaalde de partij 9 zetels en belandde wederom in het college.
De partij is onder meer voorstander van het verbeteren van sportaccommodaties, meer toezicht op straatoverlast en verdere verduurzamingsmaatregelen.

## Zetelverloop
| Jaar | Aantal raadszetels | Aantal wethouders |
| ---- | ------------------ | ----------------- |
| 1994 | 2                  | -                 |
| 1998 | 4                  | -                 |
| 2002 | 5                  | -                 |
| 2006 | 2                  | -                 |
| 2010 | 3                  | 1                 |
| 2014 | 8                  | 2                 |
| 2018 | 6                  | 1                 |
| 2021 | 9                  | 2                 |